# Étienne Bacrot
Étienne Bacrot (* 22. ledna 1983) je francouzský šachový velmistr.
Ve 13 letech porazil v zápase exmistra světa Vasilije Smyslova. Velmistrem se stal ve 14 letech a 2 měsících, což byl tehdy rekord.

## Zápasy o mistra světa
V roce 2007 se zúčastnil kandidátského turnaje, v něm byl ale vyřazen od Gaty Kamského.

## Výpis největších úspěchů
- 2006: 6 bodů z 8 za tým Francie na šachové olympiádě v Turíně[1]
- 2005: 3. Dortmund
- 2005: vítězství v Poikovsky Cup
- 2004: vítězství v zápase s Ivanem Sokolovem : 3,5-2,5
- 2002: vítězství v zápase s Borisem Gelfandem : 3,5-2,5
- 1999: šampion Francie
- 1997: titul mezinárodní velmistr
- 1996: vítězství nad exmistrem světa Vasilijem Smyslovem 5:1
- 1995: titul mezinárodní mistr
- 1995: mistr světa do 12 let
- 1993: mistr světa do 10 let v Bratislavě